# Joey DeMaio
Joey DeMaio (6 de marzo de 1954, Auburn, Nueva York) es un bajista estadounidense de heavy metal, principal compositor de la banda de heavy metal Manowar, la cual formó en 1979.

## Historia
Joey DeMaio, quien participó de varias bandas escolares, ya en la escuela conocía a Eric Adams, quien sería más adelante el cantante de Manowar.
Trabajó como técnico de pirotecnia y bajo de Black Sabbath durante la gira de "Heaven & Hell", y durante dicha gira conoció a Ross Boss Friedman, guitarrista de The Dictators, una banda que actuaba como teloneros del grupo de Birmingham. Junto a él y el mencionado Eric Adams formó Manowar, que lanzó su primer álbum en 1982. 
Es conocido por realizar extensos solos de bajo, tanto en recitales en vivo como en los discos de estudio. Es creador y defensor del término True Metal, refiriéndose a la verdadera vertiente clásica y no tanto del heavy metal. Es un fan de las motocicletas Harley-Davidson, y suele incluirlas en los escenarios. Es admirador de Nietzsche y Wagner, lo que es notorio en sus composiciones.

## Discografía

### Manowar
- Battle Hymns (1982)
- Into Glory Ride (1983)
- Hail To England (1984)
- Sign Of The Hammer (1984)
- Fighting The World (1987)
- Kings of Metal (1988)
- The Triumph Of Steel (1992)
- Louder Than Hell (1996)
- Hell on Wheels (1997) (2 CD Hell On Wheels World Tour 1996-1997)
- Hell on Stage (1999) (Directo compuesto por dos CD)
- Warriors Of The World (2002)
- Sons of Odin (2006)
- Gods of War (2007)
- Gods of War (Live) (2007)
- Thunder in the sky (2009)
- The lord of steel (2012)

- Datos: Q435059
- Multimedia: Joey DeMaio / Q435059